# Чемпионат Африки по волейболу среди женщин 1995
7-й чемпионат Африки по волейболу среди женщин прошёл в 1995 году в Тунисе (Тунис) с участием 6 национальных сборных команд. Чемпионский титул в 3-й раз в своей истории и в 3-й раз подряд выиграла сборная Кении.  

## Команды-участницы
Ангола, Замбия, Кения, Маврикий, Нигерия, Тунис.

## Итоги

### Положение команд
| Кения       |
| Нигерия     |
| Тунис       |
| 4. Ангола   |
| 5. Маврикий |
| 6. Замбия   |